# Lester (Virginia Occidentale)
Lester è un comune degli Stati Uniti d'America, situato nello Stato della Virginia Occidentale, nella Contea di Raleigh.